# Hadriacus Mons
Hadriacus Mons, mieux connu sous le nom d'Hadriaca Patera bien que cette appellation ne désigne stricto sensu que sa caldeira sommitale, est un volcan de la planète Mars situé par 32,1° S et 91,8° E dans les quadrangles de Mare Tyrrhenum et d'Hellas, aux confins du bassin d'impact d'Hellas Planitia, du plateau volcanique d'Hesperia Planum et de la région noachienne de Tyrrhena Terra, précisément au sud-ouest du cratère Savich. Cet édifice volcanique, entièrement situé sous le niveau de référence martien, mesure 550 × 330 km à la base avec une caldeira quasiment circulaire de 77 km de diamètre, pour un dénivelé ne dépassant pas 1,1 km.

## Géographie et géologie
Il pourrait s'agir d'un volcan bouclier pyroclastique noachien, très semblable à celui de Tyrrhena Patera par sa nature et son histoire, et actif surtout entre 3,7 et 1,1 milliard d'années avant le présent (donc à l'Hespérien et pendant les deux premiers tiers de l'Amazonien).
Son flanc méridional présente des cavités éboulées — telles qu'Ausonia Cavus — plus ou moins souterraines, prolongées par des lits de cours d'eau asséchés — Dao Vallis et Niger Vallis, voire Harmakhis Vallis un peu plus loin au sud — qui rappellent, à bien plus grande échelle, les traces laissées sur Terre par des lahars.